# コルテヌオーヴァ
コルテヌオーヴァ（伊: Cortenuova ( 音声ファイル)）は、イタリア共和国ロンバルディア州ベルガモ県にある、人口約1,900人の基礎自治体（コムーネ）。
1237年、当地でコルテヌオーヴァの戦いが行われ、フリードリヒ2世率いる神聖ローマ帝国軍が第二次ロンバルディア同盟軍を打ち破った。

## 地理

### 位置・広がり
ベルガモ県南東部のコムーネ。県都ベルガモから南南東へ20km、ブレシアから西へ33km、州都ミラノから東へ48kmの距離にある。

#### 隣接コムーネ
隣接するコムーネは以下の通り。
- カルチョ
- チヴィダーテ・アル・ピアーノ
- コーヴォ
- マルティネンゴ
- ロマーノ・ディ・ロンバルディーア

### 地震分類
イタリアの地震リスク階級 (it) では、3 に分類される
。